# Henri Harpignies

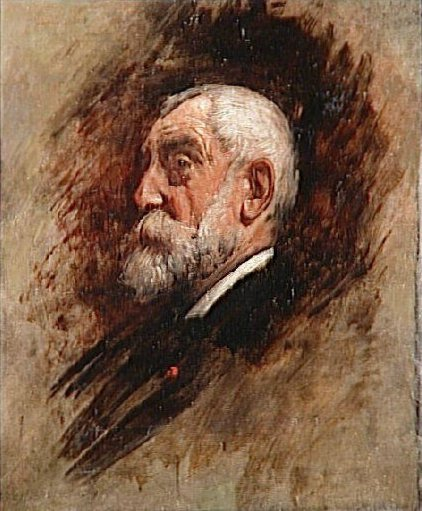
Porträt des Henri Harpignies von Léon Bonnat

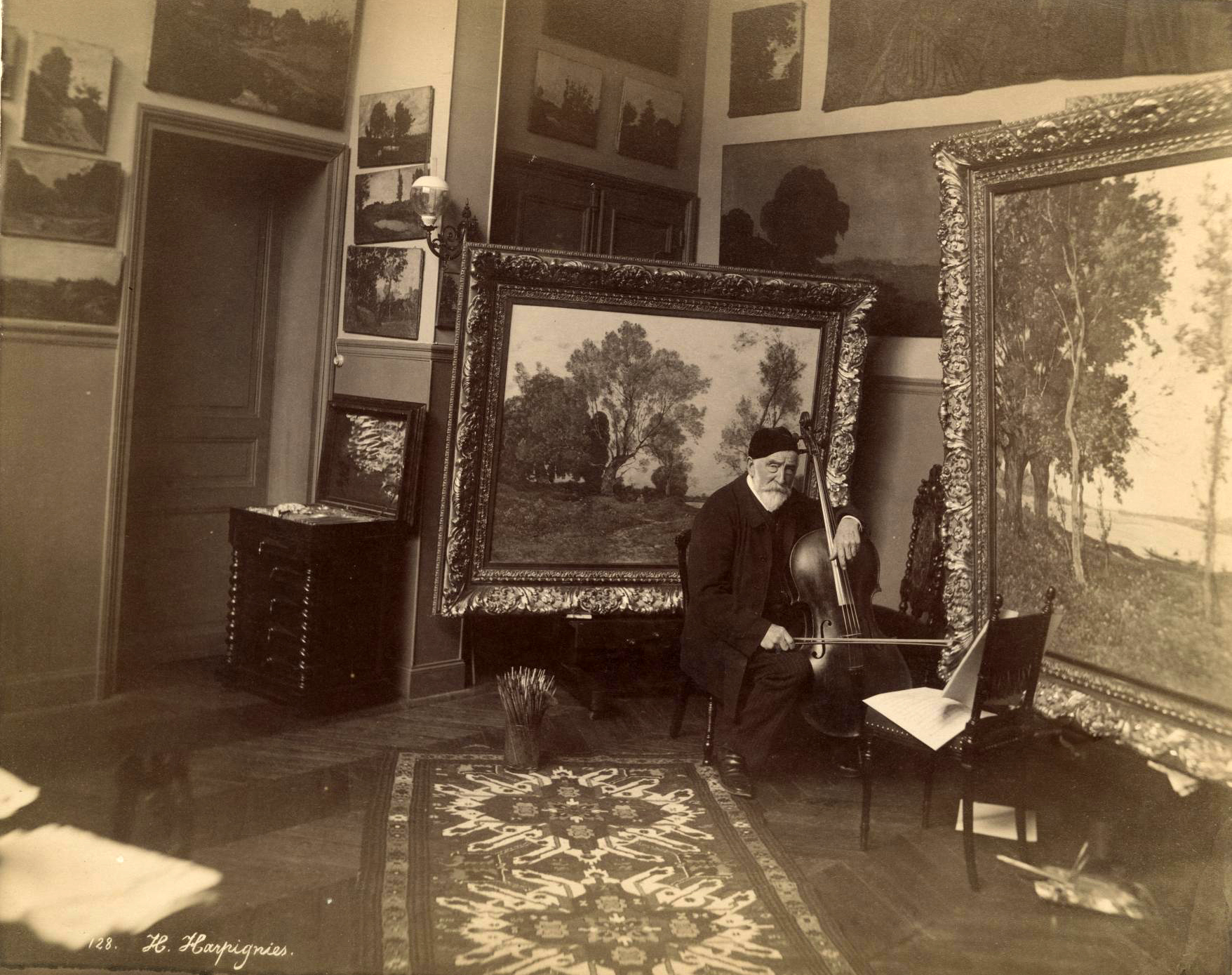
Henri Harpignies in seinem Pariser Studio

Henri Joseph Harpignies (* 28. Juli 1819 in Valenciennes; † 28. August 1916 in Saint-Privé, Département Yonne) war ein französischer Landschafts- und Genremaler.

## Leben

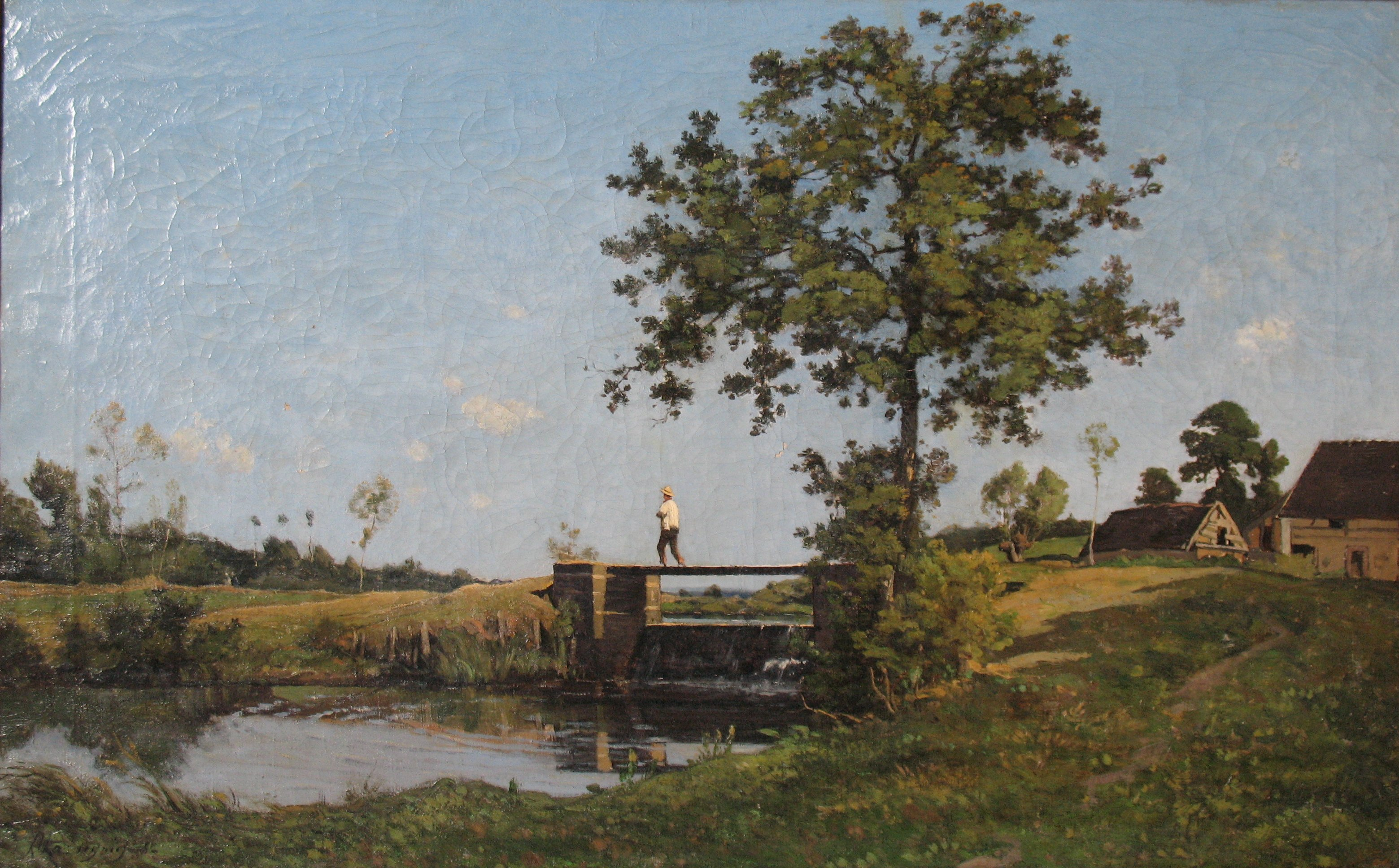
Landschaft von Harpignies
im Musée de Denain

Harpignies wurde in Valenciennes geboren, seine Familie hat ihre Wurzeln in Belgien. Erst 1848 begann er, nachdem er seine Tätigkeit als Handelsreisender aufgegeben hatte, mit dem Studium der Malerei. Sein Lehrer war der Landschaftsmaler Jean Alexis Achard (1807–1884). In den Jahren 1850–1852 reiste er durch Deutschland und die Niederlande nach Italien. In Rom studierte er an der Akademie.
Nach seiner Rückkehr 1852 richtete sich Harpignies ein eigenes Atelier in Paris ein. Hier in der Metropole traf er auf die beiden Künstler Jean-Léon Gérôme und Jean-Louis Hamon, die wie er am Beginn ihrer Karriere standen. Bereits im Jahr darauf gab er im Salon sein Ausstellungsdebüt mit Ansichten von Capri und seiner Geburtsstadt Valenciennes. Regelmäßig stellte er im Salon aus, wurde aber erst 1861 durch Wald am Ufer des Allier bekannt. 1863 unternahm er seine zweite Reise nach Italien, wo er bis 1865 blieb. Dieser Aufenthalt hinterließ bleibende Eindrücke und hatte Einfluss auf sein späteres Werk. 1866 erhielt er für das Bild Abend in der römischen Campagna, das für das Musée du Luxembourg angekauft wurde, eine Medaille. Harpignies führte die von Camille Corot initiierte Landschaftsmalerei fort.
Jeweils in den Jahren 1868 und 1869 gewann er eine Medaille, 1875 wurde er Offizier der Ehrenlegion (Légion d’honneur) und 1900 erhielt er den Grand Prix auf der Weltausstellung. Harpignies war auch als Grafiker und Aquarellist tätig. Ab dem Jahr 1878 war er in Saint-Privé ansässig. Seine stimmungsvollen Landschaftsbilder entstanden unter dem Einfluss der Schule von Barbizon.

Er starb einen Monat nach seinem 97. Geburtstag.

## Werke (Auswahl)
Zu seinen späteren Landschaften gehören:
- Dorf in der Bretagne
- Wolfsgrube
- Eichen des Schlosses Renard
- Florapavillon des Louvre
- Rückkehr von der Jagd
- Opfer des Winters
- Die Loire

Seine Werke sind in namhaften Museen vertreten.

## Schüler (Auswahl)
- Emile Appay (1876–1935)
- Louis Alexandre Cabié (1853–1939)
- Domingos García y Vásquez (um 1859–1912)
- Paul Francois Louchet (1854–1936)
- Lucie Malfilâtre (1871–?)
- James Wilson Morrice (1865–1924)
- Jacques Odier (1853–1930)[1]
- Georges René Villain (1854–1930)